# NGC 27

NGC 27

إن جي سي 27 أو NGC 27 هي مجرة حلزونية تقع في كوكبة المرأة المسلسلة. تم اكتشافها في 3 أغسطس 1884 من قبل لويس سويفت.

## وصلات خارجية
- NGC 27 على موقع ويكي سكاي: DSS2, SDSS, GALEX, IRAS, Hydrogen α, X-Ray, Astrophoto, Sky Map, Articles and images